# پرویس استوپینیان
پرویس استوپینیان (به انگلیسی: Pervis Estupiñán) بازیکن فوتبال اکوادوری است که در پست مدافع برای باشگاه فوتبال آ.ث. میلان و تیم ملی فوتبال اکوادور بازی می‌کند.
وی سابقه بازی در اوساسونا، واتفورد، گرانادا، ویارئال و برایتون را نیز در کارنامه خود دارد.

## سبک بازی
پرویس استوپینیان، قدرت بدنی بالایی دارد و فیزیک مناسبش، باعث می‌شود که به‌ندرت در دوئل‌های تهاجمی و تدافعی مغلوب حریفان شود.
استوپینیان زمان‌بندی مناسبی دارد. نظارت و درک هوشمندانه‌اش از فرصت مناسب آغاز فراری تهاجمی و زمان نامناسب برای آن و همچنین بازگشت سریعش پس از پیش‌روی، او را به بازیکنی تبدیل می‌کند که امنیت بالایی فراهم می‌آورد.
پرویس فولبک سریعی است که اغلب از فرارهای خود در جناح، به‌ویژه با اوورلپ‌ها، استفاده می‌کند تا راه‌حل‌های پاس دقیق ارائه دهد. در آن منطقه، او معمولاً به سانترهای دقیقی روی می‌آورد که به مقصد می‌رسند و فرصت‌های مسلم گل‌زنی خلق می‌کنند.
البته باید اشاره کرد که استوپینیان در زمینه‌ی شوت‌زنی عالی است. او می‌تواند در این زمینه بسیار خطرناک باشد؛ پرویس معمولاً هرگاه که وقتی فرصت مناسبی به دست آورد، اقدام به شوت‌زنی می‌کند.